# Masaki Sumitani

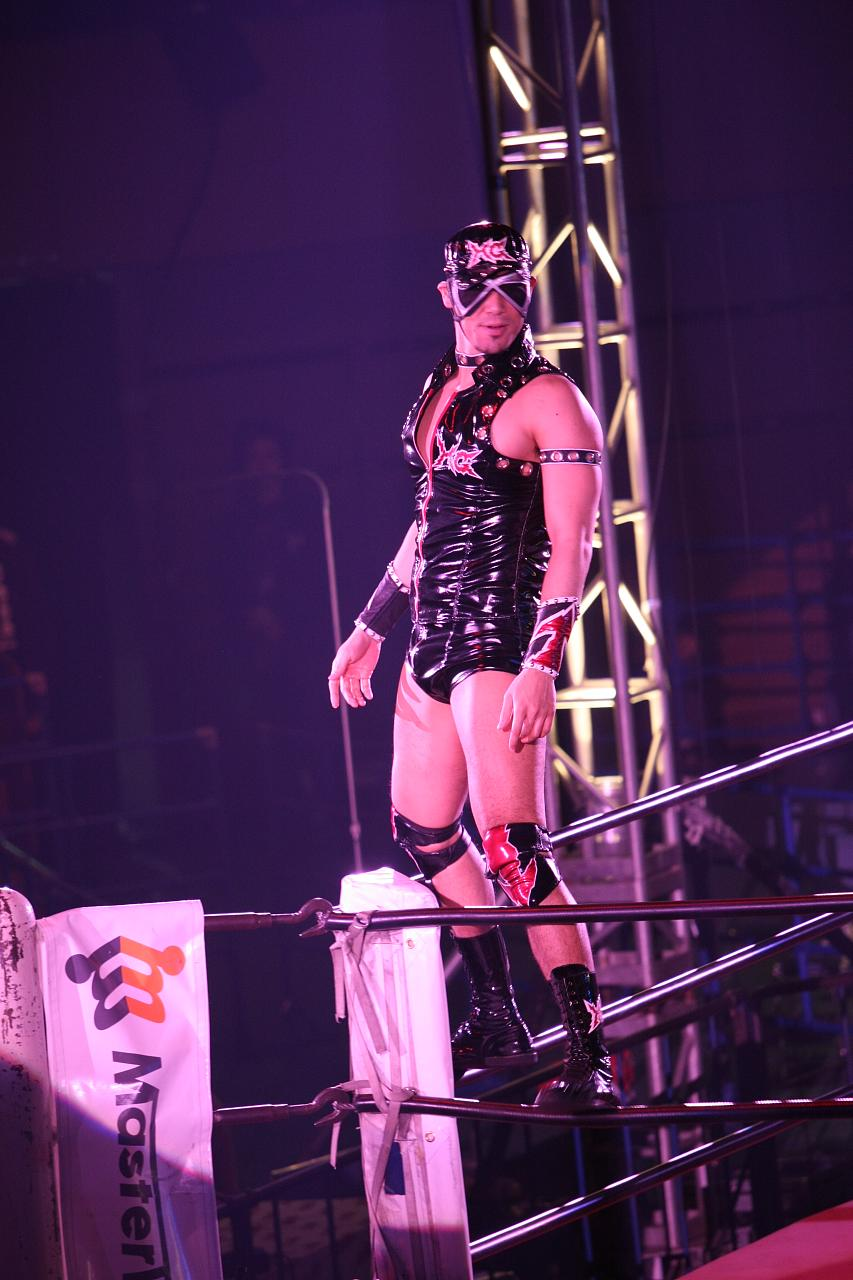
Masaki Sumitani als Razor Ramon Hard Gay, 2008

Masaki Sumitani (jap. 住谷 正樹, Sumitani Masaki; * 18. Dezember 1975 in Harima, Kako-gun (heute: Tarumi-ku, Kōbe)) ist ein japanischer Comedian, Wrestler und tarento. Er ist vor allem durch die von ihm verkörperter Figur Razor Ramon Hard Gay (レイザーラモンＨＧ, Reizā Ramon HG) auch HG, Razor Ramon Sumitani oder zumeist Hard Gay genannt, bekannt. In seiner Rolle erlangte er ab dem Jahr 2005 nationales Aufsehen und Popularität durch seine Auftritte in der Sendung Bakushō Mondai no Bakuten!, einer Samstagabendshow auf dem Sender TBS Television. Der Name ist abgeleitet von dem Wrestler Scott Hall, welcher unter dem Ringnamen Razor Ramon antritt. Obwohl die WWE die Markenrechte an Razor Ramon hält, duldet sie bisher die Verwendung des Namens Razor Ramon HG.

## Karriere
Masaki Sumitani wurde am 18. Dezember 1975 in Harima in der Präfektur Hyōgo, Japan geboren. Nach seinem Abschluss an der Präfekturoberschule Kakogawa-Ost (兵庫県立加古川東高等学校, Hyōgo-kenritsu Kakogawa-Higashi kōtō gakkō), immatrikulierte er an der Dōshisha-Universität und begann ein Studium der Handelswissenschaften. Während dieser Zeit fing er an Wrestling als Hobby zu betreiben und trat bald darauf der Doshisha Professional Wrestling Alliance (DWA) bei. Unter seinem Ringnamen GiveUp Sumitani gewann er die Kyoto pro-wrestling Meisterschaft im Schwergewicht, welche von der DWA zusammen mit der Ritsumeikan Wrestling Alliance (RWA) der nahen Ritsumeikan-Universität in Kyōto ausgerichtet wurde.
Durch das Wrestling in seiner Studentenzeit lernte er Makoto Izubuchi kennen, mit dem er ab 1997 ein Comedy-Duo unter dem Namen Razor Ramon bildete. Während Sumitanis Studienzeit gewannen Razor Ramon den Großen Fukuwarai-Preis (福笑い大賞, Fukuwarai taishō) des Imamiya Kodomo Ebisu Manzai Shinjin Concours (今宮子供えびすマンザイ新人コンクール, dt. „Imamiya-Kinder-Ebisu-Nachwuchskünstlerwettbewerb“) und sammelten Erfahrung durch Live-Auftritte vor Publikum im Club Sabuki in Osaka, welcher von der Comedytruppe Yoshimoto Kogyo eröffnet wurde und Comedians aus der Region Kansai zu einem Karrierestart verhalf.
Nach seinem Abschluss an der Dōshisha-Universität trat Sumitani einen Job als Gemüselieferant bei CO-OP KOBE an. Diesen kündigte er jedoch nach vier Monaten bereits, um seine Karriere als Comedian zusammen mit Makoto Izubuchi voranzutreiben, indem sie sich Yoshimoto Kogyo anschlossen. Razor Ramon hatten ihren ersten Fernsehauftritt im Jahr 1999 und gewannen den Sonderpreis der Jury beim ABC Owarai Grand-Prix im Jahr 2000. Sumitani und Izubuchi traten dem von Yoshimoto Kogyo produzierten Programm Yoshimoto Shin-Kigeki bei und verkörperten dort ab 2001 Yakuza, Salaryman, Udon-Restaurant-Besitzer, Bauarbeiter und andere Figuren in Sketchen.
Sumitani verfolgte seine Wrestling-Karriere bis ins Jahr 2005 und stand bei der japanischen Wrestling-Liga und Ausrichter HUSTLE unter Vertrag. Dort besiegte er in seinem Debüt Yinling the Erotic Terrorist und bildete zusammen mit Naoya Ogawa und Yoshihiro Tajiri ein Team, mit dem er, in einer für Wrestling-Ligen typischen Storyline, die HUSTLE Armee gegen Generalissimo Takadas Monsterarmee ins Feld führte.

### Hard Gay
Die bekannteste Rolle, die Sumitani verkörpert, ist Hard Gay (ハードゲイ Hādo Gei), die er im Jahr 2002 einführte und mit der er im Jahr 2005 nationale Bekanntheit erlangte. Der offizielle Name der Figur ist Razor Ramon HG, sie wird jedoch meist Hard Gay genannt. Die Figur kleidet sich stets in ein enges, schwarzes Lederkostüm, einen stereotypen schwulen Fetisch-Outfit. In der Rolle der Figur begeht er wohltätige Taten (yonaoshi, „soziale Verbesserung“) für unbeteiligte Passanten, während er seinen zum persönlichen Erkennungszeichen gewordenen Hüftschwung und Ausrufe verwendet, welche in filmischen Beiträgen oft musikalisch mit Livin' La Vida Loca von Ricky Martin untermalt sind.
Hard Gay macht regelmäßigen Gebrauch von bestimmten Schlagwörtern und Posen. So stellt er sich zu Beginn eines Beitrages stets mit ausgebreiteten Armen, den Worten „Dōmō Hard Gay dēsu“ („Hallo, hier ist Hard Gay“) und einer anschließenden 360°-Drehung vor. Darüber hinaus verwendet er Ausdrücke wie Fuuuhhh! (フゥ～!) oder „Fooohhh!“ (フォー！) als Running Gags in seinen Auftritten. Er unterbricht auch des Öfteren sprechende Personen mit den Worten Sei sei sei sei sei und streckt dem Betreffenden dabei die Handfläche vor das Gesicht. Eine mögliche Erklärung für den Gebrauch des letztgenannten Ausdrucks könnte im Wort urusai liegen, wörtlich laut in der Bedeutung „Sei still!“. Dies wird im Kansai-Dialekt zu うるせー, urusē oder kurz sei. Eine andere Theorie ist der Bezug zum Kanji 静 (sei) welches ebenfalls ruhig bedeutet.
Im Frühjahr 2006 begann Sumitani wieder mit seinem Razor Ramon Manzai-Partner Makoto Izubuchi zu arbeiten, wobei Izubuchi als Razor Ramon RG auftrat (das RG steht in diesem Fall für „Real Gay“). Dies erfolgte im Zuge der hohen Popularität von Razor Ramon HG. Izubuchis Rolle wurde dabei allerdings nicht so gut aufgenommen wie Sumitanis, aber Razor Ramon HG ist weiterhin ein Wrestler bei HUSTLE. Sumitanis Rolle nimmt dabei in den Storylines die Rolle eines Face ein, der seine Gegner durch Schnelligkeit besiegt.
Seit 2019 betreibt Sumitani in seiner Rolle Razor Ramon HG einen eigenen YouTube-Kanal, auf dem er Videos mit Fitness-Tips sowie seine Teilnahmen an Ü40 Bodybuilding Wettbewerben veröffentlicht. Dort macht er auch Gebrauch von den Posen und Schlagwörtern, die ihn bekannt gemacht haben.

### Heirat
Am 8. August 2006 wurde bekannt, dass Sumitani das Gravure Idol Anna Suzuki heiraten wird. Suzuki gab dabei an, dass sie nach dem Auslaufen ihrer Verpflichtungen ihre Model-Karriere beenden werde, um sich auf die Gründung einer Familie zu konzentrieren. Die beiden heirateten am 27. November 2006, vier Tage nachdem Suzuki ihre Karriere beendete.
Am 1. März 2008 wurde bekannt, dass die beiden ihr erstes Kind erwarteten. Zudem gab er bekannt wieder unter seinem bürgerlichen Namen Masaki Sumitani im Fernsehen auftreten zu wollen. Sein erster Auftritt als Masaki Sumitani fand dabei im Jidaigeki Hakana statt.

### Rückzug vom Wrestling
Razor Ramon HG zog sich nach der Hustle Mania, welche am 23. November 2006 in der Yokohama Arena stattfand, nach einer Niederlage gegen The Esperanza vom professionellen Wrestling zurück. Gemäß der Storyline muss er seine Karriere wegen „erektiler Dysfunktion“ beenden, offiziell wurde jedoch befürchtet, dass Verstrickungen des Liga-Veranstalters mit den Yakuza auf die Popularität Sumitanis abfärben könnte. Wie allerdings bei vielen anderen Rückzügen aus dem professionellen Wrestling kehrte auch Razor Ramon HG in den Ring zurück. Dabei stand er am 18. März 2007 bei der Hustle 21 erstmals erneut im Ring.

### Auszeichnungen
- Pro Wrestling Illustrated führte Razor Ramon HG in der Liste PWI 500 der besten 500 Einzelkämpfer im Wrestling im Jahr 2006 auf Rang 129[7]
- Bei den Tokyo Sports Awards 2006 erhielt er den Titel Rookie of the Year[8]

## Kritik
Sumitanis angenommene Homosexualität stellte sich als nicht korrekt heraus, als dieser bei einem Date mit der Schauspielerin Anna Suzuki angetroffen wurde, mit der er mittlerweile verheiratet ist. Er wurde für seine stereotypische Darstellung homosexueller Männer kritisiert und dafür, dass sich seine Karriere im Wesentlichen darauf aufbaue, eine soziale Minderheit verzerrt und grotesk zu parodieren.
Kanako Otsuji, selbst bekennende Lesbe und Mitglied der Präfekturverwaltung Osaka, gab in einem Interview mit der Japan Times an:

“It makes me angry. This morning I saw [comedian] Razor Ramon for the first time. I never watch TV. I’d only heard about him. He’s not homosexual. He just uses gayness for his act, to make people laugh. I’m afraid that people will get the idea that gay people are all like that, yelling and pumping their hips.”

„Es macht mich wütend [, wie Medien mit sexuellen Minderheiten umgehen]. Heute morgen habe ich [den Comedian] Razor Ramon das erste Mal gesehen. Ich sehe nie fern. Ich habe nur von ihm gehört. Er ist nicht homosexuell. Er benutzt nur Schwulheit für seine Auftritte, um Menschen damit zum Lachen zu bringen. Ich fürchte, Menschen bekommen den Eindruck, Homosexuelle seien alle wie er: schreiend und ihr Becken schwingend.“

## Hard Gay in der Popkultur

### Manga
- Razor Ramon HG erhielt im Kapitel 233 des Manga Gantz einen Cameo-Auftritt, indem er im Fernseher in Kurono Keis Apartment erscheint.

### Anime
- In Folge 12 der Serie Lucky Star hört man Hard Gay eine Neujahrssendung im Fernsehen ansagen, sieht ihn dabei jedoch nicht.
- Einen kurzen Cameo-Auftritt hat er in Folge 12 von Suzumiya Haruhi no Yūutsu (Die Melancholie der Haruhi Suzumiya).
- In Folge 5 der Serie Macademi Wasshoi wird über „Hard Gay“ gesprochen und der Charakter „Hapshiel“ mit ihm verglichen.
- In Folge 4 der Serie Mirai Nikki gibt es mit „Twelfth“ einen Charakter, der sich ähnlich wie Hard Gay ausdrückt und sich auch so bewegt. Ob dies eine tatsächliche Anspielung sein soll, ist allerdings nicht bekannt.

### Musik
- Sumitani veröffentlichte seine erste Single mit dem Titel Young Man am 8. Februar 2006. Dabei handelt es sich um eine japanische Cover-Version von YMCA der Village People.

### Fernsehen
- In seiner Rolle als Hard Gay porträtiert Sumitani einen Sportlehrer in der Oberschul-Episode der batsu-Spieleserie der japanischen Unterhaltungssendung Gaki no Tsukai.
- Er erscheint auf einem Magazin-Cover in Folge 7 der Serie Hana Yori Dango. Er trat dabei auch persönlich in einer Folge in einer Kleinrolle auf und stellte dabei einen Kellner dar.
- Razor Ramon war ein Kandidat bei Umi Kinniku Ō – Viking und schaffte es dort bis ins Finale.
- Er erschien als Gast in der niederländisch/flämischen Sendung Lost in Tokyo.
- Er trat mehrfach in Folgen der BBC-Sendung Japanorama auf.

### Videospiele
- Im Spiel Capcom Fighting Jam finden sich auf der CD ungenutzte Daten einer Spielfigur die Hard Gay sehr ähnlich sieht.[11]
- In der offiziellen japanischen Version des Online-Golfspiels PangYa (in Europa: Albatross18) ist Hard Gay als Figur spielbar und es existieren Gegenstände um die eigene Figur mit entsprechenden Accessoires auszustatten.[12]